# Aljoša Vojnović
Aljoša Vojnović (Osijek, 24 ottobre 1985) è un ex calciatore croato, di ruolo attaccante.

## Carriera

### Club
Vojnović iniziò la carriera nelle giovanili dell'Osijek. Vestì poi la maglia del Metalac Osijek, prima di tornare nuovamente al suo vecchio club. Nel 2007 fu ingaggiato dai norvegesi del Raufoss, formazione militante nell'Adeccoligaen. Debuttò in campionato il 9 settembre, sostituendo Kenny Ojukwu nella sconfitta per 4-1 contro il Mandalskameratene. Il 23 settembre segnò la prima rete, nel 2-1 inflitto allo Skeid. Il 21 ottobre realizzò una doppietta che permise il successo, con lo stesso punteggio, sullo Haugesund.
A fine stagione, la squadra fu retrocessa d'ufficio e Vojnović passò agli austriaci del Kärnten. Tornò poi in patria, per vestire prima la maglia del Croatia Sesvete e poi dello Slaven Belupo.